# Straž

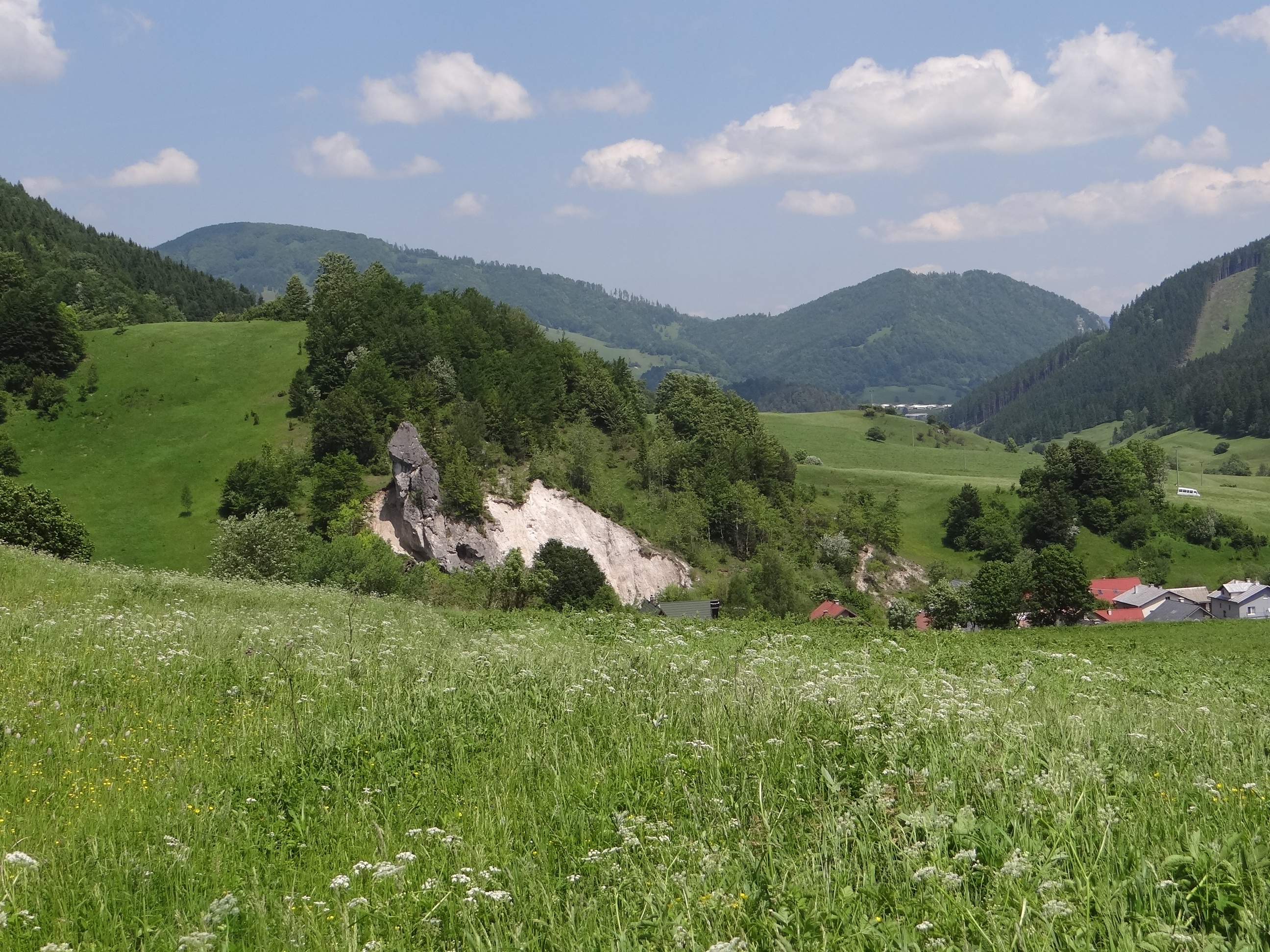
Skała u południowych podnóży Stražy

Straž (1031 m) – szczyt w Wielkiej Fatrze w Karpatach Zachodnich na Słowacji.
Znajduje się w opadającym do Revúckiej doliny (Revúcka dolina) południowo-wschodnim grzbiecie szczytu Čierny kameň. Grzbiet ten oddziela dwa boczne odgałęzienia tej doliny; po zachodniej stronie jest to Pilná, po wschodniej Veľká Turecká. Szczyt i większość stoków porasta las, ale są na nich spore  polany, trawiasta jest również dolna część południowo-wschodnich stoków opadających do zabudowanego dna Revúckiej doliny i wschodnich, opadających do Veľkiej Tureckiej. Są to pasterskie hale.
Straž znajduje się w obrębie miejscowości Liptovské Revúce. U południowych podnóży Stražy, nad dnem doliny Pilná wznosi się charakterystyczna wapienne skała. Druga skała wznosi się u podnóży południowo-wschodnich.